# Klein-Netterden

Lage von Klein-Netterden in Emmerich am Rhein

Klein-Netterden ist ein Ortsteil der Stadt Emmerich am Rhein mit 788 Einwohnern (Stand Februar 2023). Er liegt östlich der Emmericher Innenstadt und grenzt im Nordosten an das niederländische Dorf Netterden, das über den Grenzübergang zu erreichen ist.
Im Unterschied zu den anderen Ortsteilen Emmerichs gibt es in Klein-Netterden weder eine Kirche noch eine Schule. Früher spielte der Zoll in dem Grenzort eine bedeutende Rolle, heute ist die Landwirtschaft Hauptwirtschaftszweig. Von dem im Jahr 2008 aufgelösten Bundeswehrstandort Emmerich befinden sich in dem Ortsteil der ehemalige Schießübungsplatz sowie das ehemalige Munitionsdepot, das heute zivil zur Einlagerung von Wirtschaftsgütern genutzt wird.

## Nachbarorte
Klein-Netterden liegt im Norden direkt an der Landesgrenze zu den Niederlanden, wo sich auf niederländischer Seite die Orte Stokkum, ’s-Heerenberg und Netterden befinden. Im Westen liegen Borghees und Hüthum. Südöstlich befinden sich die Dörfer Vrasselt und Praest, südlich Speelberg und Leegmeer sowie die Emmericher Innenstadt.
| Stokkum (NL)            | ’s-Heerenberg (NL)                          | Netterden (NL)       |
| Borghees (D)            | Kompassrose, die auf Nachbargemeinden zeigt | Vrasselt (D)         |
| Emmerich-Innenstadt (D) | Speelberg, Leegmeer (D)                     | Vrasselt, Praest (D) |

## Ortsvorsteher
Seit 1969 werden vom Stadtrat Ortsvorsteher für die sieben Ortsteile Emmerichs gewählt. Ihre Hauptaufgabe besteht darin, die Belange des Ortsteils gegenüber der Stadt wahrzunehmen. Daneben werden sie vom Bürgermeister betraut, repräsentative Aufgaben zu übernehmen (Überbringung von Geburtstagsgrüßen, Besuch von Vereinsfeiern etc.) Die Amtszeit dauert fünf Jahre. Die Ortsvorsteherin von Klein-Netterden heißt Claudia Lindlahr.

## Klein-Netterden: Niederländisch, französisch, preußisch und heute deutsch
Vor 1794 war Klein-Netterden niederländisch und gehörte zur Provinz Gelderland. Unter Kaiser Napoleon, von 1794 bis 1813, unterstand es dem Kaiserreich Frankreich und gehörte dem Département Yssel-Supérieur, Arrondissement Zutphen, Kanton ’s-Heerenberg an, mit der Mairie (Bürgermeisteramt, Bürgermeisterei) Netterden. Von 1813 bis 1815 gehörte der Ort zum preußischen Generalgouvernement zwischen Weser und Rhein, Verwaltungsbezirk Großherzogtum Niederrhein, nach dem Wiener Kongress dann von 1815 bis 1846 dem Königreich Preußen (Provinz Rheinland).
1816 gehört Klein-Netterden zur Bürgermeisterei Emmerich im neuen Kreis Rees im Regierungsbezirk Kleve, ab 1822 dann zum Regierungsbezirk Düsseldorf. Kirchlich wurde Klein-Netterden noch bis 1821 dem Erzbistum Utrecht bzw. der Hollandse Zending zugeordnet.
Im Jahr 1857 wurde die Bürgermeisterei geteilt, Klein-Netterden war nun die einzige Gemeinde der Bürgermeisterei Emmerich-Land. Aus der Bürgermeisterei Emmerich-Land wurde 1928 das Amt Emmerich-Land, das im Rahmen der Aufhebung aller preußischer Einzelgemeindeämter 1934 erlosch. 1937 wurde die nunmehr amtsfreie Gemeinde Klein-Netterden in das Amt Elten eingegliedert, 1945 in die Stadt Emmerich, 1952 wieder eingegliedert in das Amt Elten.
Seit dem 1. Juli 1969 gehört Klein-Netterden zur Stadt Emmerich. Durch das Gesetz zur Neugliederung von Gemeinden des Landkreises Rees wurden in der ersten Phase der Gebietsreform in Nordrhein-Westfalen die Ämter Elten, Rees-Land und Vrasselt aufgelöst sowie die Städte Emmerich, Rees und Wesel neu gegliedert. Bei der Neugliederung der Stadt Emmerich wurden Borghees, Dornick, Hüthum, Klein-Netterden, Praest und Vrasselt Teil der Stadt Emmerich. Am 1. Oktober 1969 wurde aus dem Landkreis Rees der Kreis Rees. In einer zweiten Neugliederungsphase am 1. Januar 1975 durch das Niederrhein-Gesetz wurden mehrere Gemeinden neu gegliedert und der Kreis Rees aufgelöst. Emmerich, Rees und Klein-Netterden gehören seitdem zum Kreis Kleve.

## Abbildungen

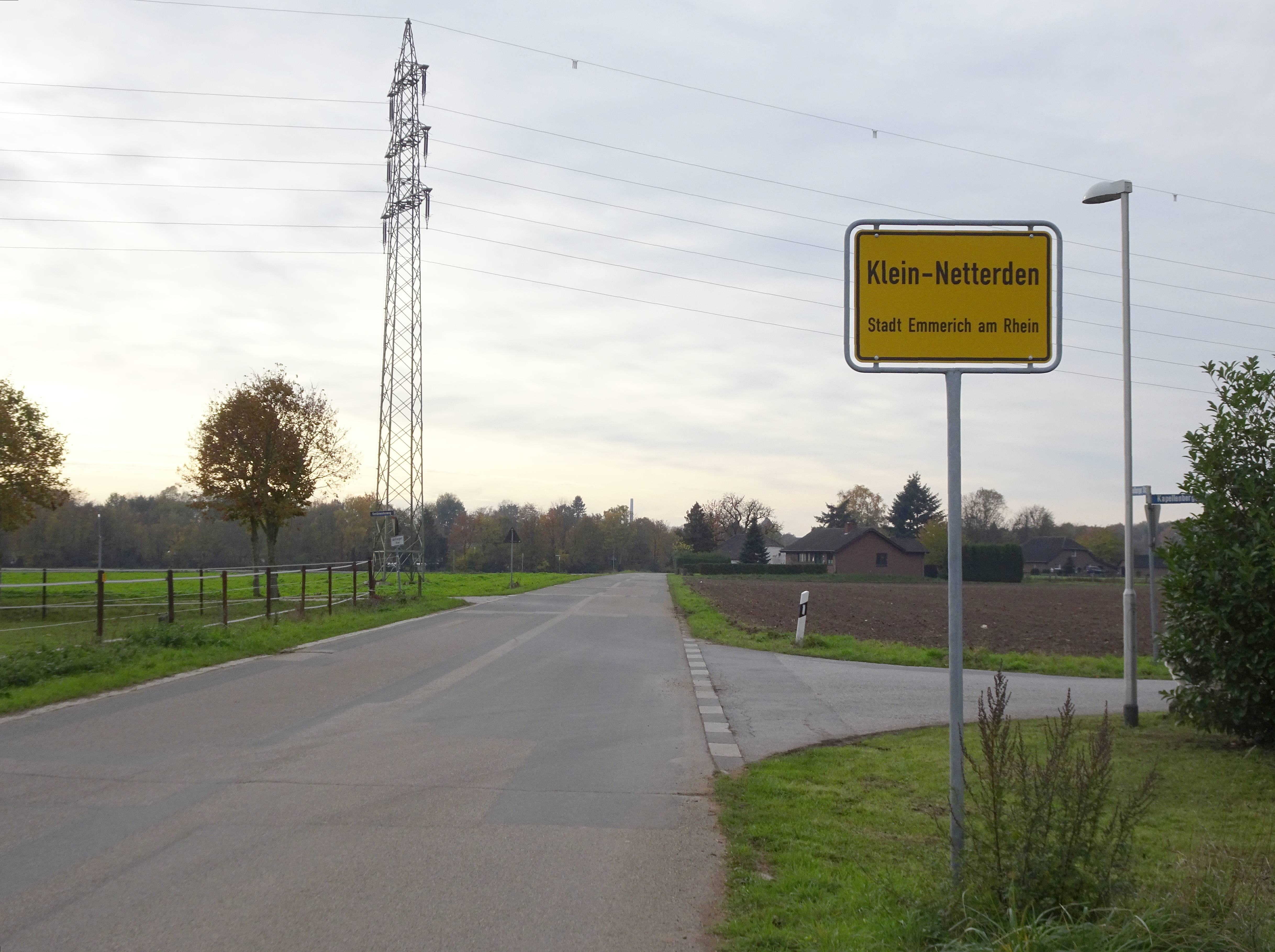
Speelberger Straße, Ortsschild
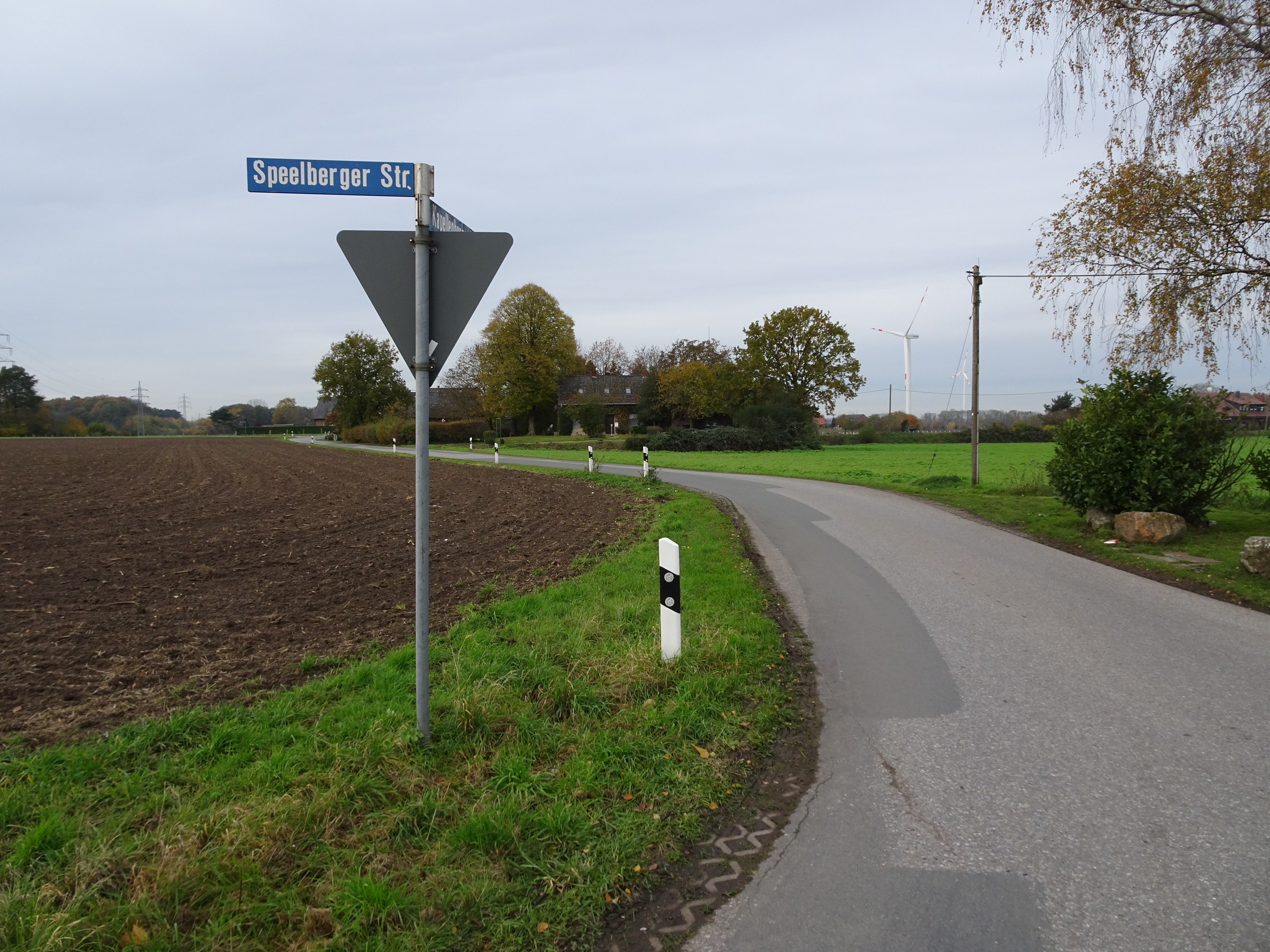
Ecke Kapellenberger Weg
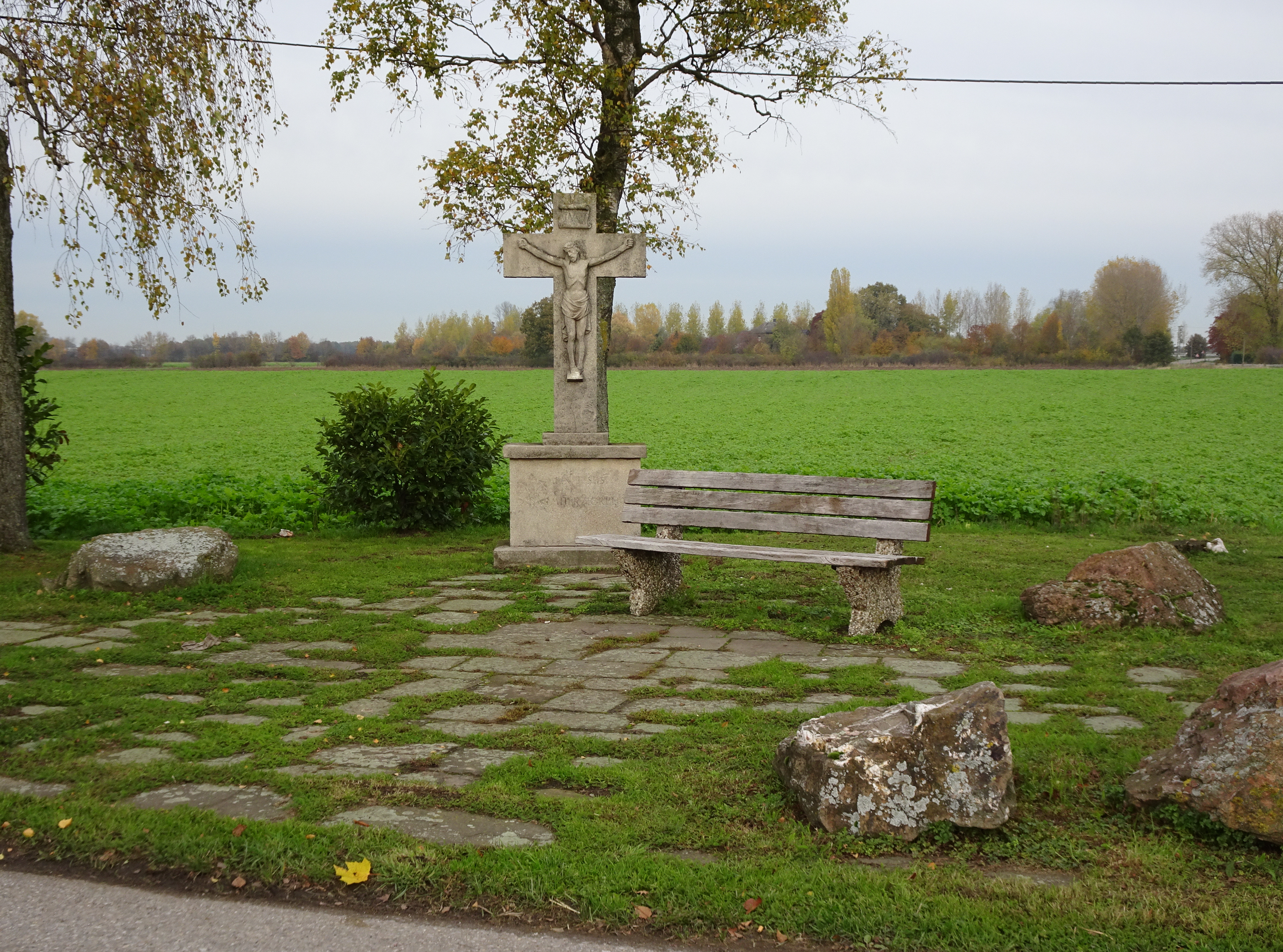
Kapellenberger Weg, Wegkreuz